# Grzegorz Poloczek
Grzegorz Poloczek (ur. 28 stycznia 1959) – polski piosenkarz, satyryk, członek i autor wielu tekstów górnośląskiego Kabaretu Rak.

## Życiorys
Dawniej pracował jako elektryk w kopalni „Pokój” w Rudzie Śląskiej. W 1991 roku zorganizował Bal Elektryka, na którym poznał Kabaret Rak, z którym później zaczął występować.
Jest autorem piosenki „Gorol, Hanys, dwa bratanki i do bitwy, i do szklanki”, która przeważnie była wykorzystywana jako czołówka i w napisach końcowych serialu TVP2 Święta wojna. Wykonał główną piosenkę do programu TVP 3 Katowice Rączka gotuje .
Mieszka w Rudzie Śląskiej.

## Dyskografia
| Rok  | Album | Certyfikat         |
| ---- | --- | ------------------ |
| 2012 | ...z mojego placu - Data: 3 lipca 2012 - Wydawca: Box Music/EMI Music Poland - Format: CD, digital download | - POL: złota płyta |
| 2014 | Dwa światy - Data: 2014 - Wydawca: Regio Records - Format: CD, digital download                             |                    |
| 2015 | Mały podarunek - Data: 2015 - Format: CD, digital download                                                  |                    |
| 2017 | Tam, kaj stoi stary szyb - Data: 2017 - Format: CD, digital download                                        |                    |